# Province de Borikhamxay

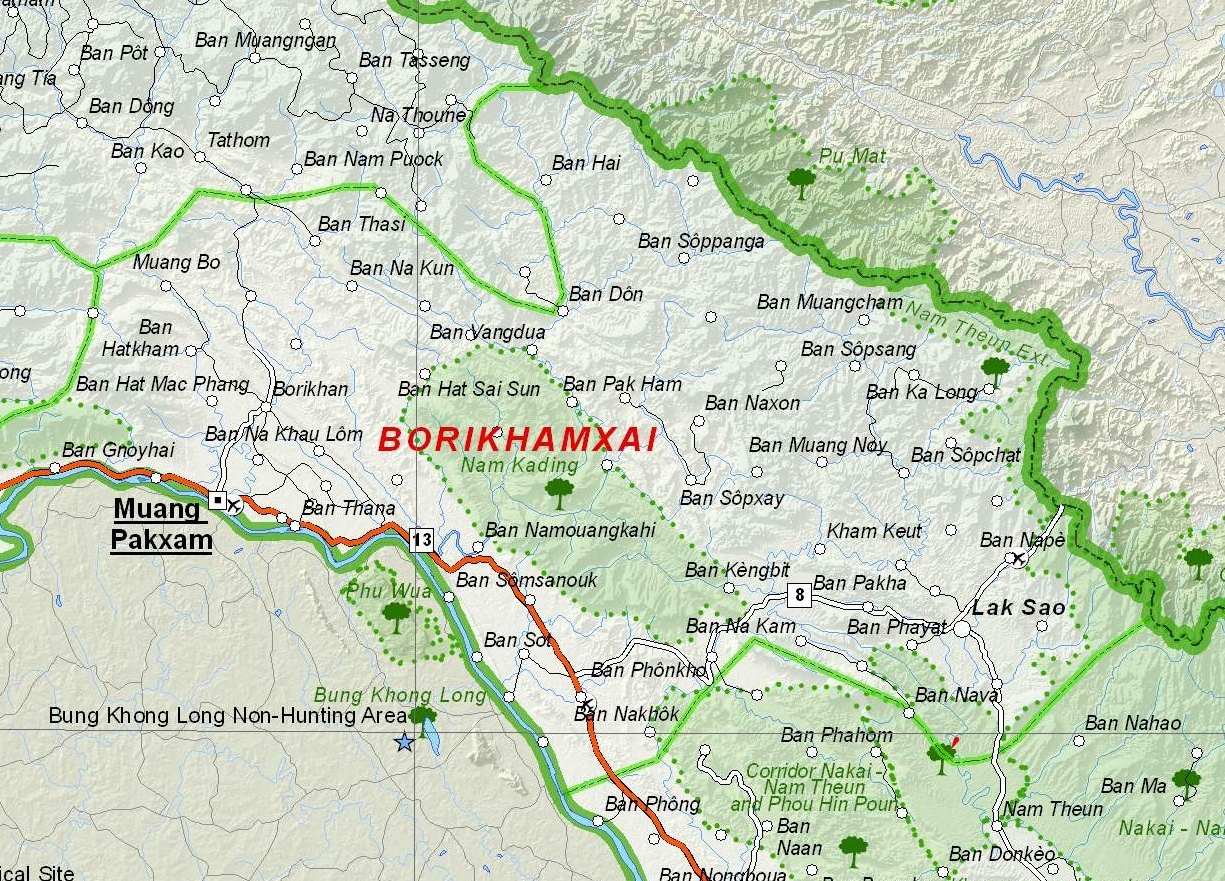
Carte de la province

La province de Borikhamxay (Bolikhamxai, Borikhamxay), laotien ບໍລິຄໍາໄຊ) est une province du Centre du Laos. Elle a été créée en 1986 en réunissant une partie de la province de Vientiane et une partie de celle de Khammouane. Le district de Khamkeuth possède de nombreuses formations karstiques.

## Histoire
Borikhamxay a subi de nombreuses invasions du Siam pendant son histoire. Des guerriers chinois pillent Xieng Khouang et Borikhamxay en 1865 puis se retirent en 1874. Les Siamois fondent ensuite Muang Bolikhan, mis sous l'autorité du gouverneur de Nong Khai. La ville de Paksane est établie à la fin du XIXe siècle et des missionnaires français y construisent une église dans les années 1890. Bolikhan compte environ 60 villages et 4 000 habitants en 1911. La province actuelle est créée en 1986 en réunissant une partie de la province de Vientiane et une partie de celle de Khammouane.

## Géographie

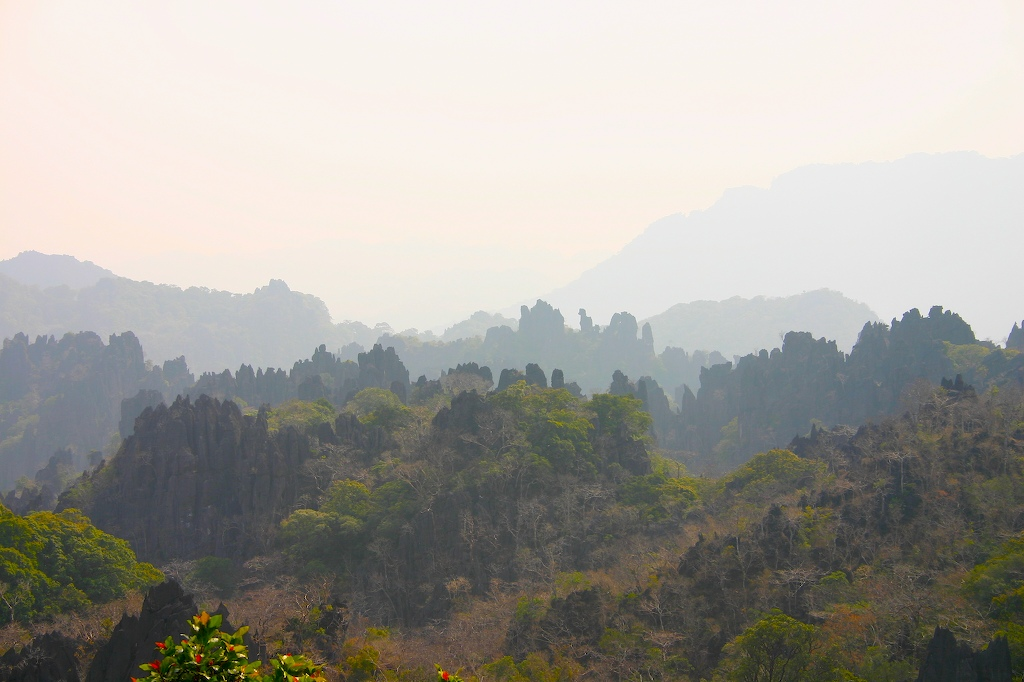
Formations karstiques de la province de Borikhamxay.

La province, située dans le Centre du Laos, a une surface de 14 863 km2. Elle est limitrophe de la préfecture de Vientiane, de la province de Vientiane et de la province de Xaisomboun au nord-ouest, de la province de Xieng Khouang au nord, des provinces vietnamiennes de Nghệ An et Hà Tĩnh à l'est, de la province de Khammouane au sud et des provinces thaïlandaises de Nakhon Phanom et Bueng Kan à l'ouest.
La province est séparée de la Thaïlande par le Mékong à l'ouest et du Viêt Nam par la chaîne Annamitique à l'est. On y trouve de nombreuses chutes d'eau et grottes. Le terrain très accidenté est composé à certains endroits de formations karstiques. L'altitude va de 140 à 1 588 mètres. La principale rivière de la province est la Nam Kadding qui se jette dans le Mékong,.

## Aires protégées
L'aire protégée de Nam Kading a été établie dans la province en 1993. Elle a une surface de 1 690 km2. C'est une zone de forêts denses se situant en grande partie entre 500 et 1 200 mètres d'altitude. On y trouve notamment des éléphants, des gaurs, des muntjacs géants (en), des gibbons, des timalies de Herbert (en) et des alcippes à gorge rousse.
L'aire protégée de Phou Khao Khoay s'étend dans le Nord-Ouest de la province de Borikhamxay ainsi que dans les provinces de Xaisomboun et Vientiane et dans la préfecture de Vientiane. Établie en 1993, elle a une surface d'environ 2 000 km2. C'est une région couverte de forêts et montagneuse, le plus haut sommet atteignant 1 671 mètres. On y trouve notamment des éléphants, des tigres et des gibbons,.

## Divisions administratives
La province est découpée en 6 muangs (ou districts) :
| Carte | Code                     | Nom         | Nom lao | Population |
| ----- | ------------------------ | ----------- | ------- | ---------- |
|       |                          |             |         |            |
| 11–01 | District de Pakxane      | ເມືອງປາກຊັນ   | 45 042  |            |
| 11–02 | District de Thaphabath   | ເມືອງທ່າພະບາດ | 25 612  |            |
| 11–03 | District de Pakkading    | ເມືອງປາກກະດິງ | 50 140  |            |
| 11–04 | District de Bolikhanh    | ເມືອງບໍລິຄັນ    | 49 431  |            |
| 11–05 | District de Khamkeuth    | ເມືອງຄຳເກີດ   | 62 557  |            |
| 11–06 | District de Viengthong   | ເມືອງວຽງທອງ  | 29 651  |            |
| 11–07 | District de Xaychamphone | ເມືອງໄຊຈໍາພອນ | 11 258  |            |

## Démographie
En 2015, la province a une population de 273 691 habitants. La densité de population est de 18 habitants par km2. 33,7 % des habitants vivent en zone urbaine, 63 % dans des zones rurales accessibles par la route et 3,3 % dans des zones non accessibles par la route. La capitale et plus grande ville de la province est Paksane (25 805 habitants en 2015).
La province est notamment peuplée par les Khmu, les Hmong, les Tai Daeng (en) et les Meui.

## Économie

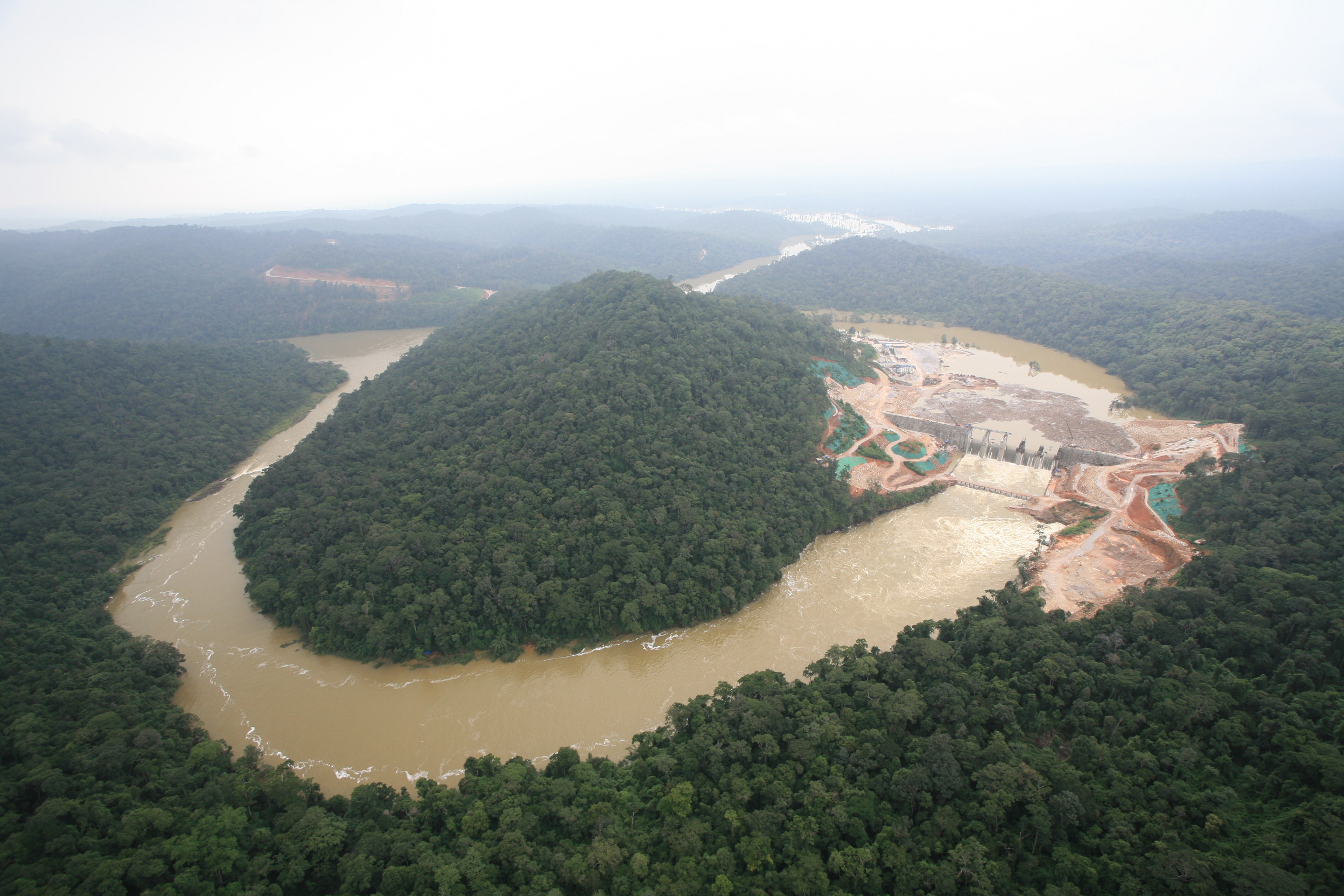
Le barrage de Nam Theun 2 en cours de construction en 2007.

La capitale Paksane est le centre économique de la province. Le plus grand projet hydroélectrique du pays, le barrage de Nam Theun 2, est en service depuis 2010 à la frontière avec la province de Khammouane. Il est situé sur le cours de la Nam Kadding et l'électricité est en grande partie exportée vers la Thaïlande,. La province est un producteur important de tabac, de sucre de canne et d'oranges.

## Tourisme

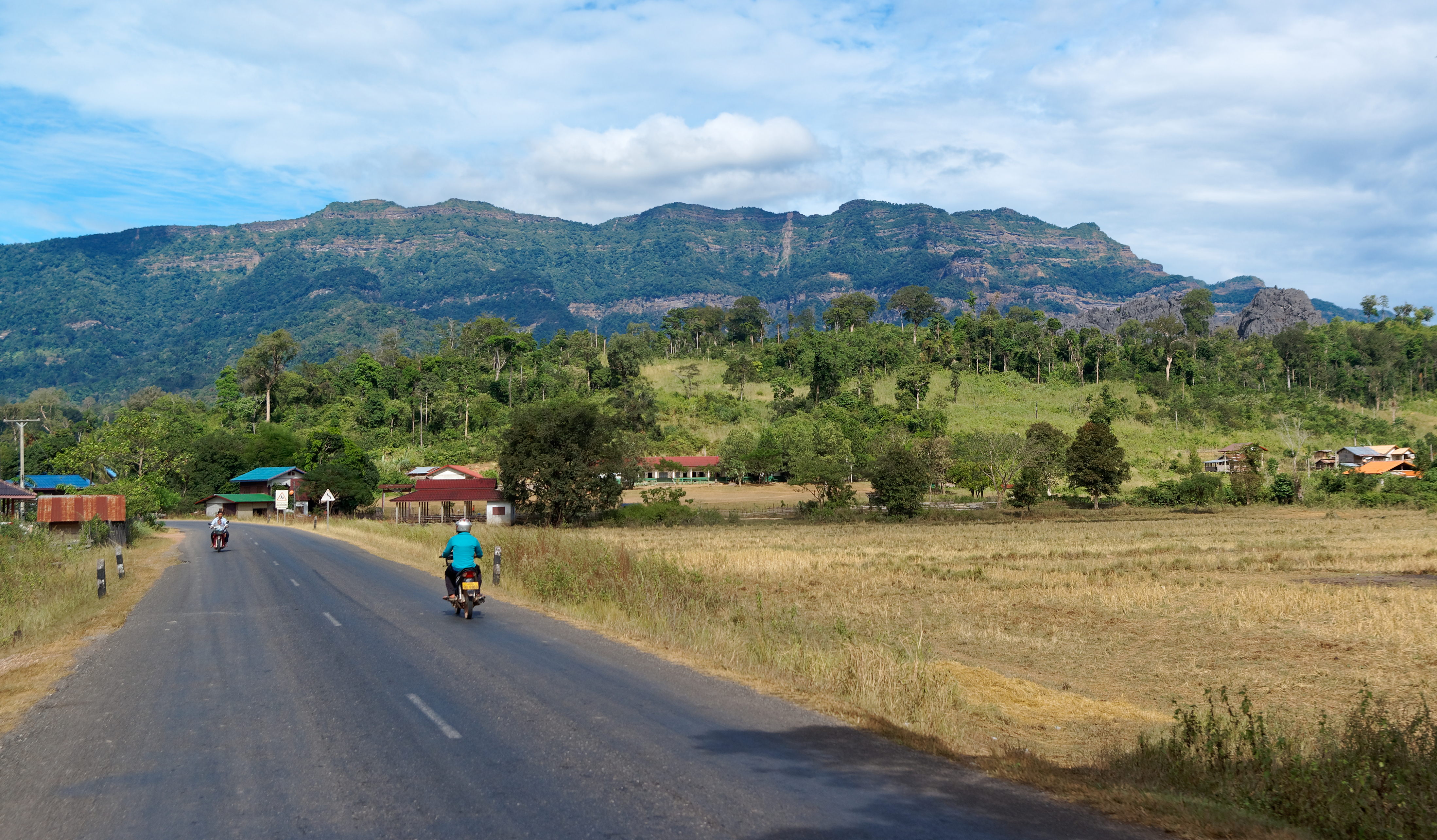
La route 8 qui permet de rejoindre le Viêt Nam.

En 2017, 181 710 touristes internationaux et 60 950 touristes domestiques ont visité la province. Le territoire compte 35 hôtels et 91 maisons d'hôtes pour un total de 2 388 chambres et 3 206 lits à la même date. Les principales attractions sont les paysages karstiques, chutes d'eau et grottes ainsi que les sites bouddhiques, notamment le Vat Phabath qui possède une grande empreinte de pied de Bouddha.

## Transports
La route nationale 13 longe l'Ouest de la province et permet de rejoindre Vientiane. Depuis la route 13, la route nationale 8 part vers l'est en direction de Vinh au Viêt Nam.